# Bulgária az 1976. évi téli olimpiai játékokon
Bulgária az ausztriai Innsbruckban megrendezett 1976. évi téli olimpiai játékok egyik részt vevő nemzete volt. Az országot az olimpián 4 sportágban 29 sportoló képviselte, akik érmet nem szereztek.

## Alpesisí
Férfi
| Versenyző        | Versenyszám      | 1. futam       | 1. futam       | 2. futam      | 2. futam      | Összesítés | Összesítés |
| Versenyző        | Versenyszám      | Idő            | Hely.          | Idő           | Hely.         | Idő        | Helyezés   |
| ---------------- | ---------------- | -------------- | -------------- | ------------- | ------------- | ---------- | ---------- |
| Szasko Dikov     | Műlesiklás       | idő nem ismert | idő nem ismert | nem ért célba | nem ért célba | kiesett    | kiesett    |
| Vladimir Drazsev | Óriás-műlesiklás | 1:55,73        | 50.            | nem ért célba | nem ért célba | kiesett    | kiesett    |
| Georgi Kocsov    | Lesiklás         |                |                |               |               | 1:55,82    | 50.        |
| Georgi Kocsov    | Óriás-műlesiklás | 1:54,86        | 47.            | nem ért célba | nem ért célba | kiesett    | kiesett    |
| Georgi Kocsov    | Műlesiklás       | nem ért célba  | nem ért célba  | kiesett       | kiesett       | kiesett    | kiesett    |
| Ivan Penev       | Lesiklás         |                |                |               |               | 1:55,56    | 48.        |
| Ivan Penev       | Óriás-műlesiklás | 1:51,59        | 35.            | 1:52,51       | 30.           | 3:44,10    | 31.        |
| Ivan Penev       | Műlesiklás       | 1:07,94        | 35.            | 1:10,25       | 24.           | 2:18,19    | 28.        |
| Petar Popangelov | Óriás-műlesiklás | 1:50,68        | 32.            | 1:48,36       | 23.           | 3:39,04    | 26.        |

## Biatlon

### 20 km egyéni indításos
A célpont egy külső és egy belső körből állt. A külső körön kívüli találat 2 perc, a külső kör találata 1 perc büntetőidőt jelentett.
| Versenyző         | Eredmény   | Helyezés | Büntetőperc | Végső eredmény | Helyezés |
| ----------------- | ---------- | -------- | ----------- | -------------- | -------- |
| Hriszto Madzsarov | 1:18:02,62 | 32.      | 7           | 1:25:02,62     | 32.      |
| Ilija Todorov     | 1:20:57,60 | 48.      | 7           | 1:27:57,60     | 43.      |

## Jégkorong
| Bolgár férfi jégkorongcsapat-játékoskeret                                                                 | Bolgár férfi jégkorongcsapat-játékoskeret                                                                 | Bolgár férfi jégkorongcsapat-játékoskeret                                                          |
| --- | --- | -------------------------------------------------------------------------------------------------- |
| - Ivan Atanaszov - Malin Atanaszov - Ilija Bacsvarov - Marin Bacsvarov - Kiril Geraszimov - Atanasz Iliev | - Georgi Iliev - Ivajlo Kalev - Dimo Krasztinov - Dimitri Lazarov - Ljubomir Ljubomirov - Ivan Markovszki | - Nikolaj Mihajlov - Bozsidar Mincsev - Milcso Nenov - Ivan Penelov - Nikolaj Petrov - Petar Radev |

### Eredmények
Selejtező
| 1976. február 2. 17:00 | Csehszlovákia (TCH) | 14 – 1 (3–0, 6–1, 5–0) | Bulgária | Innsbruck, Ausztria |

|  |  |  |  |  |
|  |  |  |  |  |
|  |  |  |  |  |
|  |  |  |  |  |

A 7–12. helyért
| 1976. február 5. 20:00 | Ausztria (AUT) | 6 – 2 (1–1, 3–0, 2–1) | Bulgária | Innsbruck, Ausztria |

|  |  |  |  |  |
|  |  |  |  |  |
|  |  |  |  |  |
|  |  |  |  |  |

| 1976. február 7. 17:00 | Bulgária (BUL) | 3 – 8 (0–2, 1–3, 2–3) | Svájc | Innsbruck, Ausztria |

|  |  |  |  |  |
|  |  |  |  |  |
|  |  |  |  |  |
|  |  |  |  |  |

| 1976. február 9. 14:00 | Bulgária (BUL) | 5 – 8 (1–3, 0–1, 4–4) | Jugoszlávia | Innsbruck, Ausztria |

|  |  |  |  |  |
|  |  |  |  |  |
|  |  |  |  |  |
|  |  |  |  |  |

| 1976. február 11. 14:00 | Románia (ROU) | 9 – 4 (6–0, 2–1, 1–3) | Bulgária | Innsbruck, Ausztria |

|  |  |  |  |  |
|  |  |  |  |  |
|  |  |  |  |  |
|  |  |  |  |  |

| 1976. február 13. 14:00 | Bulgária (BUL) | 5 – 7 (3–4, 1–2, 1–1) | Japán | Innsbruck, Ausztria |

|  |  |  |  |  |
|  |  |  |  |  |
|  |  |  |  |  |
|  |  |  |  |  |

Végeredmény
| Csapat      | M | Gy | D | V | G+ | G– | Gk  | P |
| ----------- | - | -- | - | - | -- | -- | --- | - |
| Románia     | 5 | 4  | 0 | 1 | 23 | 15 | +8  | 8 |
| Ausztria    | 5 | 3  | 0 | 2 | 18 | 14 | +4  | 6 |
| Japán       | 5 | 3  | 0 | 2 | 20 | 18 | +2  | 6 |
| Jugoszlávia | 5 | 3  | 0 | 2 | 22 | 19 | +3  | 6 |
| Svájc       | 5 | 2  | 0 | 3 | 24 | 22 | +2  | 4 |
| Bulgária    | 5 | 0  | 0 | 5 | 19 | 38 | –19 | 0 |

- A 8–10. helyről az egymás elleni mérkőzéseken elért eredmények döntöttek:

Ausztria – Japán 3–2
Jugoszlávia – Japán 3–4
Ausztria – Jugoszlávia 3–1
| Csapat      | M | Gy | D | V | G+ | G– | P |
| ----------- | - | -- | - | - | -- | -- | - |
| Ausztria    | 2 | 2  | 0 | 0 | 6  | 3  | 4 |
| Japán       | 2 | 1  | 0 | 1 | 6  | 6  | 2 |
| Jugoszlávia | 2 | 0  | 0 | 2 | 4  | 7  | 0 |

| Csapat   | Helyezés |
| -------- | -------- |
| Bulgária | 12.      |

## Sífutás
Férfi
| Versenyző                                                   | Versenyszám     | Eredmény   | Helyezés |
| ----------------------------------------------------------- | --------------- | ---------- | -------- |
| Hriszto Barzanov                                            | 15 km           | 50:08,09   | 60.      |
| Hriszto Barzanov                                            | 30 km           | 1:41:05,91 | 53.      |
| Ivan Lebanov                                                | 15 km           | 47:02,41   | 24.      |
| Petar Pankov                                                | 15 km           | 48:08,46   | 41.      |
| Petar Pankov                                                | 30 km           | 1:39:27,77 | 49.      |
| Petar Pankov                                                | 50 km           | 2:57:07,93 | 40.      |
| Ljubomir Toszkov                                            | 15 km           | 47:04,87   | 26.      |
| Ljubomir Toszkov                                            | 30 km           | 1:39:10,94 | 48.      |
| Ljubomir Toszkov                                            | 50 km           | 2:55:11,11 | 39.      |
| Ljubomir Toszkov Ivan Lebanov Hriszto Barzanov Petar Pankov | 4 × 10 km váltó | 2:19:45,66 | 14.      |